# 十時連久
十時惟道（天文22年?（1553年？）－文祿2年（1593年）），日本戰國時代、安土桃山時代的武將。通稱傳右衛門，一名連久。十時惟長次子、十時惟元之弟。立花家侍大將、家老兼武者奉行，擁有異名「生摩利支天」。子為十時新四郎，有一女宮壽，婿養子十時源兵衛，名跡繼承者為堀盛。家紋為五本骨扇。

## 生平

### 出自
十時氏起源為九州豐後國之中的國人眾大神姓氏一族的一個分支，代代居住於入倉庄而稱入倉，在大友氏來到豐後成為守護大名之際臣屬於大友家。其後入倉長門守惟信移住同國大野郡十時庄成為十時城主，於是自此改稱十時，並依附大友家一族重臣戶次氏擔任其家老，也獲賜姓戶次。大永6年（1526年）3月20日，十時惟信與孫・十時惟種跟隨初次上陣的少主戶次鑑連(立花道雪)參加豐前馬岳城攻略戰，雖然鑑連於一日之內攻下此城，但惟信與惟種戰死。
惟道幼名四郎。父為十時和泉守惟長，是十時惟信三子・河內守惟玄之子。

### 早期經歷
元龜2年（1571年）5月，主君戶次鑑連奉大友宗麟之命轉封筑前立花山城形式上繼承立花氏，此時惟道與父・惟長、兄・惟元作為十時氏庶流也跟隨前往。
惟道迎娶板井兵部少輔之女為妻，生一子讓其繼承板井氏稱板井新四郎，又讓渡邊清左衛門之子源助娶自己的女兒宮壽，收做婿養子令其改稱十時源兵衛。
惟道和另一名堂兄弟十時連貞雖然都是十時家庶流，但十時家嫡流的十時惟忠傳到次子十時連秀為立花家老，皆因戰功彪炳而得以從主君道雪處受賜「連」字，於是又名連久。
永祿11年（1568年）4月至7月參加討伐立花鑑載、永祿12年5月（1569年）對抗毛利元就軍的多多良濱之戰、天正11年（1583年）4月16日，擊破筑紫廣門的志免町吉原口之戰、
天正12年（1584年）到翌年參加筑後遠征、天正15年（1587年）9月~12月進行肥後國人一揆討伐與養子十時源兵衛奮勇驅敵
、天正16年（1588年）5月27日黑門之戰則和兄長惟元、堂弟連貞皆作為放討作戰的討手一員，惟道獨自擊殺隈部親永立下當日首功等等，累積許多一番槍、一番首、一番乘的赫赫戰功。
立花家於天正15年（1587年）6月成為筑後柳川大名後，繼承戶次鑑連的立花宗茂鑑於過往的功績，給予惟道1千石俸祿，往後逐步擔任侍大將、家老兼武者奉行以及總奉行四人眾之一人。
在出戰上述的黑門之戰後幾年間(約於天正16年(1588年)5月27日後至文祿元年(1592年)間)，其兄長惟元疑似在這段時間去世後，繼承了兄長32町的領地並讓自己的兒子新四郎回歸十時氏(此後至少到文祿5年(1596年)都可見到史料文書載十時新四郎，並且推測主要是繼承了伯父惟元的俸祿)，與養子十時源兵衛共同分領俸祿，領有1千2百石。板井家則由立花家臣堀盛代替新四郎繼承。

### 繼承者・新四郎與源兵衛的戰功

#### 新四郎的戰功
天正9年（1581年）11月12日，立花山城東北方的宗教豪族宗像氏貞，其部分家臣不滿早先將部分領地作為色姬的嫁妝給了立花，趁立花軍一面出戰秋月軍（潤野原之戰），一面以由布惟信、薦野增時、小野鎮幸、立花鎮實、內田鎮家、足立連安、十時連秀、安東連忠等立花家臣8百兵前往運輸兵糧不足的筑前東南邊境的鷹取城時，聯合秋月軍於13日半路偷襲（小金原之戰，立花家稱清水原之戰），此戰中立花家諸將各別討取眾多敵方將領，最後在由布、小野、薦野、內田、十時等立花家臣以背日光於高處下山衝陣等兵法上正確的判斷，宗像方大敗，將領吉田貞辰、石松秀兼等人皆被討取殆盡，此戰形同宗像氏貞的背叛而觸怒了道雪，兩家之間的同盟因此破裂。
此戰新四郎也作為運輸兵糧的一員參與任務，意外於隔日13日回程迎來了初次上陣，在這場慘烈的戰鬥中，約年僅13歲，雖然遭鑓刃負傷，但仍討殺了一名敵將，初次獲得戰功，於戰後的軍忠功名狀上以板井新四郎之名記上戰功。
天正14年（1586年）8月24日，新四郎跟隨繼承主君・戶次鑑連的少主立花宗茂，追擊解除對立花山城包圍並進行撤退的島津軍，翌25日，攻打島津軍的筑前據點，由星野吉实、吉兼兄弟所鎮守的高鳥居城。
雖然城方僅三百人，但仍以鐵砲攻勢和大木重石做攻擊，立花軍將士一時有所損傷，然而靠著主君宗茂和家中大將小野鎮幸的鼓舞，立花軍成功殺進城內。
此時立花家一門眾的立花統春很快的找到敵大將星野吉实所在之處，統春面對吉实以討取總大將的禮儀押住其額頭並且進行割取頭顱，然而因為吉实的抵抗只割斷頭盔的繩子，這時新四郎在一旁瞧見，由於還太年輕而不知道統春此舉是討取敵大將的禮儀，於是快速地又撞倒吉实並以槍刺殺。
後來立花家武者奉行池邊永晟在記錄戰功之時，新四郎說：「這是統春殿下的功勞才對」而統春也謙虛的說：「我沒有討取成功，所以應該是給予致命的新四郎(傳右衛門連久)殿下的戰功才對」新四郎卻抱持著疑問堅持的說：「戰場應該是和狩獵一樣，是先捕捉到目標的人的功勞才是阿！？」並眼神示意永晟將戰功記給統春。
同時永晟將此報告給主公宗茂，宗茂聽聞兩人互讓戰功的舉動，加上當時在戰場目睹過程的京都光兼及藤江太郎右衛門補充說明，想到過往平安時代末期至鐮倉時代初期有宇佐美實政與天野則景爭執捕獲由利維平一事，以及和田義盛與畠山重忠相互爭執討取藤原國衡的戰功一事，如今統春與新四郎卻不似此二例，彼此謙讓戰功，於是就將兩人都給予戰功和感狀。

#### 源兵衛的戰功
天正14年（1586年）8月24日，源兵衛跟隨繼承主君・戶次鑑連的少主立花宗茂，追擊解除對立花山城包圍並進行撤退的島津軍，獲數十首級。
天正15年（1587年）9月~12月肥後國人一揆討伐時與養父惟道共同守護主君宗茂，奮勇驅敵。
文祿元年（1592年）立花家參加豐臣秀吉所發動之朝鮮派兵的文祿之役，十時父子也隨軍出征。
約6~7月之間，惟道養子十時源兵衛做為立花軍使者被派往小早川隆景家臣所部屬的陣營中，並參加了金山(或錦山)城的攻略，立下了一番乘，由於受到小早川家臣的證實，源兵衛從隆景處獲得了戰功感狀，對此惟道身為養父感到與有榮焉。
慶長五年(1600年)關原之戰後，鍋島直茂從西軍變節率軍來攻立花宗茂，兩家軍勢於柳川江上・八院一帶激戰，源兵衛作為宗茂的傳令、偵查來往於戰場聯絡立花家前線總大將小野鎮幸。戰後源兵衛與小野鎮幸、立花成家一同將戰鬥過程鉅細靡遺地寫成覺書呈交給主君宗茂。

### 朝鮮出兵、戰死
文祿二年（1593年）1月26日的碧蹄館之戰中，立花軍作為日軍先鋒，而惟道與同僚內田統續原本作為立花軍中備但開戰前轉為先鋒，從礪石嶺前進至越川峠南側時遭遇明軍，於是在內田統續的鐵砲攻勢下開戰，惟道則和天野貞成（安田國繼）相爭一番槍之頭功，先以「投槍」的方式擊落數騎明兵，投完後又拔刀驅馬殺入敵陣斬落了5、6名騎兵，惟道所率的5百兵力一齊突入明將查大受所率的2、3千的軍陣之中，面對倍數於己的敵軍毫無懼色，即使明將李寧又再不久之時來援約數千兵力和火器助陣，惟道仍然正確的判斷明軍的動向，下令先從正面筆直破敵引誘左右夾攻的明軍呈一路後再迴轉奮力突破與小野鎮幸、米多比鎮久的中備軍交替。
正面突破期間又手持大身槍討取了敵兵數十人，前進到了山谷望客硯下，同時小野鎮幸終於越過敵軍火器的爆風前來交替軍陣，就在惟道又擊落敵方一名騎兵之時，卻被明將李如梅趁機以毒箭射中右胸，惟道奮力擊退想進一步攻擊自己的敵兵，並將先鋒隊的撤退指揮交由同僚池邊永晟，苦戰之下終於回到本陣，最終向主公宗茂傳達遺言後，於翌日箭傷毒發死亡(據《筑後國史》撐到2月5日才死去)。
立花軍一時擊退明軍後接應小早川隆景軍並於小丸山上稍作休息，之後移陣於戰場西方山丘中埋伏伺機而動，午時開戰後明軍前進壓制了小早川隆景的先鋒粟屋景雄，小早川軍一時呈現敗勢，此時接替重傷的惟道做為立花軍先鋒的新四郎與家老小野鎮幸向主君宗茂提出是時候出擊，但宗茂仍然安坐著不動並說要待明軍更加深入以為獲得壓勝之時才是立花軍從側面奇襲進攻的時機。

### 繼承者及後裔
文祿5年(1596年)，可以確認惟道戰死後，其子新四郎所領俸祿為六百石，養子源兵衛則分得四百石。此外，代替新四郎繼承板井家的堀盛因為板井兵部少輔之實子板井甚內已經長大成人，於是將板井家督之位歸還。也因為這般先後繼承板井家的緣份，堀盛亦有份分得惟道死後一部分的俸祿，並改稱十時六右衛門惟盛。
慶長5年（1600年）關原之戰時，立花宗茂加入西軍，於9月7日參與了攻略叛變至東軍的京極高次之大津城，13日立花軍猛烈進攻奪下城郭三之丸、二之丸，並以大砲轟擊天守，終於15日降伏了京極高次。此戰在最後的談判階段中，立花宗茂向京極方提出希望能歸還十時傳右衛門的屍駭，而京極方亦要求返還山田三右衛門屍首，於是兩家和平交換回自家將士的死駭。此十時傳右衛門當是惟道之子新四郎在戰前繼承十時傳右衛門之名並戰死於此役。
由於同15日，西軍於關原主戰場戰敗，大坂城的西軍主將毛利輝元亦不接受宗茂提議的固守大坂城抵抗東軍，立花軍只能回歸領地柳川。之後立花家遭到改易處份，喪失大名身分。這時，傳右衛門一脈的十時氏原本交由惟道的女婿、新四郎的義兄弟・源兵衛繼承，雖然包含刀槍武器旗幟皆由源兵衛接收，但不久後源兵衛改仕黑田長政，甚至接受賜姓黑田，已然等同實質上拋棄立花家名將十時傳右衛門的家系，於是宗茂改讓先前有份分得十時家俸祿的堀盛繼承十時傳右衛門家。
後來立花宗茂獲得恢復大名，甚至於元和6年（1620年）重封柳川領地，堀盛亦自稱十時六右衛門一同回歸柳川，但翌年冬堀盛兄長堀秀無嗣病亡，堀盛受命回歸堀家繼承，讓自己的兒子主馬介繼承十時家稱十時惟貞，然而惟貞長子十時半右衛門惟永之後脫離主家移住長崎，惟永子雖然通稱傳右衛門，但改姓緒方，其子緒方幸太夫惟政(號:池水)的養子惟式才又改稱十時傳右衛門，但這一支也已經實質上不算是繼承十時傳右衛門家系，而是由惟永之弟，做為祖父堀盛養子繼承堀氏本家的堀實，以其三男惟一(十時玄恕)來繼承十時傳右衛門家，惟一之子伊右衛門惟重又從幸太夫惟政處正式接過十時傳右衛門家的繼承權，此後子孫直到幕末時期，當主繼承十時傳右衛門家號幼名新四郎、明治時期繼承通稱主馬介、昭和時期又稱新四郎等，雖然與戰國時代的十時傳右衛門父子沒有血緣關係，仍錯綜複雜的繼承其名號流傳下來，也因此對祖先的事蹟、系譜不甚清楚。

## 同時代其他名為十時傳右衛門連久的人物

### 十時新四郎(襲名傳右衛門連久)
- 1568年生?~1600年歿?

除了此條目主要敘述之十時傳右衛門惟道，在十時氏、堀氏相關家譜載惟道又名連久之外，其繼承者之一的新四郎，由於史料解讀，或者無血緣關係的後代(堀氏、源兵衛之後代)所編寫之家譜、傳記傳抄誤記、軍記物小說改編所流傳的通俗說法等原因，十時新四郎亦可能稱作十時傳右衛門連久，或者被當作與其父惟道甚至與下述的十時甚右衛門是同一人，包括繼承板井氏之事蹟皆被合併，導致系圖上未載其名。
文祿5年(1596年)，當立花家與宇喜多家於伏見城發生爭執時，十時新四郎與一眾立花家臣做為護衛緊緊跟隨主君宗茂身旁，共同出入各處警護其人身安全，防範宇喜多家的襲擊。
名列立花家32槍柱其中之一，於文祿五年(1596年)朝鮮派兵期間，配有與力眾1名

### 十時源兵衛(襲名傳右衛門連久)
- 1564年生~歿年不明(1638年75歲尚存)

在源兵衛晚年口說，由其末子・十時雪軒所紀錄而成之『十時相模物語』載:

「正在等候第二次出兵朝鮮(慶長之役)時，因為飛騨守樣(立花宗茂)家中侍大將十時傳右衛門戰死，死前曾受豐臣秀吉預賞若能活著回國將賞賜一萬石俸祿。傳右衛門無男子繼承名跡(一說其子尚年幼，然而傳右衛門連久之子新四郎於當時已能參加作戰，不能認為其年幼)，由渡邊清左衛門之子源助作為養子繼承十時傳右衛門名號，並娶其女宮壽為妻，以此拜領俸祿，改通稱十時源兵衛。傳右衛門為數度有戰功名譽之家系，所傳片刃鑓及団多子旗幟、登楷子旗指物皆由源兵衛繼承。由於源兵衛於關原之戰後因立花家改易而改仕黑田家，黑田家家老黑田一成、一任父子曾兩度去信給源兵衛希望能讓出此鑓。」
此外，源兵衛亦可能是上述十時新四郎於大津城戰死後，家名俸祿器具才皆由源兵衛繼承。
名列立花家32槍柱其中之一，於文祿五年(1596年)朝鮮派兵期間，配有與力眾15~17名。

### 十時甚右衛門連久
- 生歿年不明(1596年可見俸祿400石，1600年柳川城開城時尚可見其名[75])

從『十時略系図』可見十時甚兵衛惟之之子十時甚右衛門連久，而十時惟長次男傳右衛門惟道戰死於高麗(朝鮮)，兩者互為堂兄弟。
而據『柳川史話』第二卷 人物篇（其の二）八八 十時傳右衛門についてP.178、 八九 十時傳右衛門の後裔 P.183所提供之十時家譜載惟道又名連久、『柳河藩享保八年藩士系図・上』第一分冊 堀 P.55，記述堀盛繼承戰死於文祿年中的十時傳右衛門連久，可以分辨與十時甚右衛門連久各別為不同人。
十時甚右衛門連久其中一項戰功，於天正15年（1587年）9月下旬，隨主君宗茂參與肥後一揆國人討伐，在起初救助被敵人包圍而兵糧不足的佐佐成政軍的行動途中，立花軍攻略南關城(藟嶽城)，十時甚右衛門連久與高橋統增家臣之中島六郎兵衛一同討捕了守將大津山出羽守。
名列立花家32槍柱其中之一，於文祿五年(1596年)朝鮮派兵期間，配有與力眾11名。

## 人物逸聞
- 惟道作為立花家侍大將，被主君道雪稱讚「勇猛果敢，臂力超群」。生涯所獲感狀約有數十張，以其戰場上的豪勇被眾人稱讚形容為活人顯靈的戰神摩利支天而得到「生摩利支天」的響亮異名[78][79]。

- 惟道12歲時，受十時氏總領宗家的十時惟直[80]之命令一同斫殺有罪的侍從，在惟直先砍一刀後，惟道又飛快的補上砍下首級。18歲時，則與兄長惟元再一次斬殺有罪的侍從時，由於惟道尚未掌握好使用長刀斬擊，最終惟元趁隙斬殺罪人，往後惟道談起此事時仍對當時的失手感到遺憾[81]。

- 天正13年（1585年）6月，正當惟道隨立花道雪參加筑後遠征之時，惟道被道雪任命為偵查物見隊探查敵情，於山中偵查期間因為天氣炎熱而與同僚池邊永晟、安東幸貞一同暫時脫離任務於附近的池水中沖涼，途中卻發現草野家的敵兵靠近，一時心急，就這麼沒穿衣服裸身衝岀水中並一一將敵兵擊退。隨後惟道回軍向道雪報告，就連一向軍規嚴謹的道雪對於如此狼狽的軍功也只能認同苦笑，會發生像這樣奇怪的事實為惟道的一大魅力[82][83][15]。(但此逸聞亦可能是其子新四郎約17歲時的故事，因記述中有"傳右衛門尚年輕氣盛"之描述。若是惟道的話此時推測至少已有32歲以上說不上年輕。)

- 於九州征伐期間的天正15年（1587年）3月，豐臣秀吉於豐前小倉的入鹿原建設了規模甚大的相撲場地，並要求日本34處諸侯推舉自家一位勇士參加比賽，立花家於是推舉了惟道作為壓軸出場。由於惟道不僅臂力超群，還因為曾經在肥後吉田家受過行司故實的禮儀傳授，極為熟知相撲法則，因此被眾人推舉為行司（也就是大會司儀），使其名聲更加廣傳[84]。不過在開始競技前，惟道接受了豐前國的豪傑・毛谷村六助(貴田孫兵衛統治)懇求，於是惟道最終讓出參賽位置，以六助代替自己參賽。

依十時家系譜，34位諸侯及34位力士:

大和大納言秀長家臣     ─ 天野源右衛門 殿

近江中納言秀次家臣     ─ 中島三太夫 　殿

前田肥前守利長家臣     ─ 山崎孫兵衛 　殿

結城三河守秀康家臣     ─ 梶尾助蔵 　　殿

浮田中納言秀家家臣     ─ 花房助兵衛 　殿

丹羽加賀守長重家臣     ─ 上田弥左衛門 殿

加藤主計頭清正家臣     ─ 木村又蔵 　　殿

細川越中守忠興家臣     ─ 沢村才八 　　殿

福島左衛太夫正則家臣   ─ 可兒才蔵 　　殿

片同東市正且元家臣     ─ 多良尾平兵衛 殿

池田三左衛門輝政家臣   ─ 片桐半左衛門 殿

堀尾帯刀吉晴家臣       ─ 別所定之進   殿

山内対馬一豊家臣   　  ─ 中野源太夫   殿

生駒雅楽頭正俊家臣     ─ 大島大助     殿

中村式部少輔一氏家臣   ─ 松倉隼人     殿

筒井藤四郎貞次家臣     ─ 松井右近     殿

石田治部少輔三成家臣   ─ 大山伯耆     殿

大谷刑部少輔吉隆家臣   ─ 湯浅五助     殿

増田右衛門尉長盛家臣   ─ 浮島  膳     殿

田中兵部大輔吉政家臣   ─ 宮川土佐     殿

京極若狹守高次家臣     ─ 佐々九郎兵衛 殿

一柳監物直政家臣       ─ 吉川勘兵衛   殿

長曾我部弥三郎信親家臣 ─ 中の内源兵衛 殿

蒲生飛騨守氏郷家臣     ─ 三宅喜内　   殿

毛利右馬頭輝元家臣     ─ 杉森伯耆　   殿

吉川駿河守元春家臣     ─ 生石中務　   殿

小早川左衛門尉隆景家臣 ─ 井上五郎兵衛 殿

黒田甲斐守長政家臣     ─ 母里太兵衛　 殿

峰須賀阿波守家政家臣   ─ 樋口内蔵助　 殿

加藤左馬助嘉明家臣     ─ 塙  団右衛門 殿

浅野弾正大弼長政家臣   ─ 亀田大隅　   殿

立花三河守増時家臣     ─ 上原右衛門   殿

立花左近将監宗茂家臣   ─ 十時傳右衛門 殿

- 立花家經過九州征伐後領受了九州筑後柳川的領地，期間有位浪人天野源右衛門貞成（安田國繼）因仰慕立花宗茂而希望入仕立花家，並且以曾為明智光秀重臣「明智三羽烏」之一，以及曾刺傷織田信長等經歷為豪，下了每臨戰陣必立下一番槍的豪語並要求俸祿2千石。由於惟道在立花家中時常立下一番槍亦不過1千石俸祿，宗茂在考慮此兩人俸祿之權衡是否得當時，惟道對天野要求必定要立下其所言之功，否則將不配2千石的俸祿，並對主君宗茂說：「此人為英傑，必會盡力，我本身不會憎恨自身的俸祿比之較少，請主公放心登用吧！」於是天野貞成往後加入立花家出戰肥後國人一揆討伐表現出色。但於朝鮮的碧蹄館之戰中，由於惟道立下一番槍的戰功甚至英勇負傷而死，自覺不如的天野於是在之後離開了立花家[28][85]。

- 立花軍參加豐臣秀吉發動的侵略朝鮮戰役，在其中文祿之役的最大一場戰事碧蹄館之戰中，立花軍被任命為先鋒。立花宗茂於朝鮮京城北方的礪石嶺將軍隊分為先陣小野鎮幸和米多比鎮久7百人、中備十時惟道和內田統續5百人以及本隊宗茂和其弟高橋統增2千人。就在開戰前夕，惟道與統續前往先陣的小野鎮幸處要求讓予自身為前鋒。惟道當時說了：「小野殿下請後退至中備，允許我為先鋒吧！」。鎮幸聽後怒叱：「無禮之徒！貴殿竟然如此這般破壞了軍法，是想汙辱我嗎？」惟道急忙解釋：「絕無此事！因為小野殿下和米多比殿下實為家中柱石般的重臣，二位的武勇和智略是不可欠缺的，如果讓我和統續為先陣的話，面對明國如此大軍而犧牲並不足惜，還能讓敵軍先行疲憊，屆時小野和米多比殿下為中備接續作戰，並配合主公宗茂的軍勢的話必定能夠取得勝利！所以請讓在下擔任先鋒吧！」鎮幸聽畢向主公宗茂取得同意後順利轉換軍隊順序，而鎮幸也了解到惟道的心意和遠慮，感到佩服[16][86]。

- 惟道於碧蹄館之戰中有如獅子奮迅驍勇作戰，然而因中毒箭負傷，苦戰之下終於回到本陣，最終向主公宗茂傳達「下一任家老兼武者奉行請主公交給內田統續……」的遺言後，於翌日箭傷毒發死亡[87]。